# (1690) Mayrhofer
(1690) Mayrhofer est un astéroïde de la ceinture principale.

## Description
(1690) Mayrhofer est un astéroïde de la ceinture principale. Il fut découvert le 8 novembre 1948 à Nice par Marguerite Laugier. Il présente une orbite caractérisée par un demi-grand axe de 3,04 UA, une excentricité de 0,10 et une inclinaison de 13,0° par rapport à l'écliptique.

## Compléments